# 日本の地方公共団体一覧
日本の地方公共団体一覧（にほん/にっぽんのちほうこうきょうだんたいいちらん）
広域的地方公共団体である47都道府県（1都、1道、2府、43県）の下に、計1,718市町村および計23特別区が設置される。
日本の市町村の数は、2024年（令和6年）10月1日の時点で、市が792、特別区（東京都区部）が23、町が743、村が183で、合計1,741である（ただし、ロシア連邦が実効支配している北方地域に属する6村は数に含まれていない）。
| わ | ら | や | ま | は | な | た | さ | か | あ |
|    | り |    | み | ひ | に | ち | し | き | い |
|    | る | ゆ | む | ふ | ぬ | つ | す | く | う |
|    | れ |    | め | へ | ね | て | せ | け | え |
|    | ろ | よ | も | ほ | の | と | そ | こ | お |

太字は、都道府県庁所在地（と北海道は振興局所在地）

## 北海道

### 石狩振興局
- 札幌市：中央区 - 北区 - 東区 - 白石区 - 豊平区 - 南区 - 西区 - 厚別区 - 手稲区 - 清田区
- 江別市
- 千歳市
- 恵庭市
- 北広島市
- 石狩市
- 石狩郡：当別町 - 新篠津村

### 空知総合振興局
- 岩見沢市
- 夕張市
- 美唄市
- 芦別市
- 赤平市
- 三笠市
- 滝川市
- 砂川市
- 歌志内市
- 深川市
- 空知郡：南幌町 - 奈井江町 - 上砂川町
- 夕張郡：由仁町 - 長沼町 - 栗山町
- 樺戸郡：月形町 - 浦臼町 - 新十津川町
- 雨竜郡：妹背牛町 - 秩父別町 - 雨竜町 - 北竜町 - 沼田町

### 後志総合振興局
- 小樽市
- 島牧郡：島牧村
- 寿都郡：寿都町 - 黒松内町
- 磯谷郡：蘭越町
- 虻田郡：ニセコ町 - 真狩村 - 留寿都村 - 喜茂別町 - 京極町 - 倶知安町
- 岩内郡：共和町 - 岩内町
- 古宇郡：泊村 - 神恵内村
- 積丹郡：積丹町
- 古平郡：古平町
- 余市郡：仁木町 - 余市町 - 赤井川村

### 渡島総合振興局
- 函館市
- 北斗市
- 松前郡：松前町 - 福島町
- 上磯郡：知内町 - 木古内町
- 亀田郡：七飯町
- 茅部郡：鹿部町 - 森町
- 二海郡：八雲町
- 山越郡：長万部町

### 檜山振興局
- 檜山郡：江差町 - 上ノ国町 - 厚沢部町
- 爾志郡：乙部町
- 奥尻郡：奥尻町
- 瀬棚郡：今金町
- 久遠郡：せたな町

### 胆振総合振興局
- 室蘭市
- 苫小牧市
- 登別市
- 伊達市
- 虻田郡：豊浦町 - 洞爺湖町
- 有珠郡：壮瞥町
- 白老郡：白老町
- 勇払郡：厚真町 - 安平町 - むかわ町

### 日高振興局
- 沙流郡：日高町 - 平取町
- 新冠郡：新冠町
- 浦河郡：浦河町
- 様似郡：様似町
- 幌泉郡：えりも町
- 日高郡：新ひだか町

### 上川総合振興局
- 旭川市
- 士別市
- 名寄市
- 富良野市
- 石狩国上川郡：鷹栖町 - 東神楽町 - 当麻町 - 比布町 - 愛別町 - 上川町 - 東川町 - 美瑛町
- 天塩国上川郡：和寒町 - 剣淵町 - 下川町
- 空知郡：上富良野町 - 中富良野町 - 南富良野町
- 勇払郡：占冠村
- 天塩国中川郡：美深町 - 音威子府村 - 中川町
- 雨竜郡：幌加内町

### 留萌振興局
- 留萌市
- 増毛郡：増毛町
- 留萌郡：小平町
- 苫前郡：苫前町 - 羽幌町 - 初山別村
- 天塩郡：遠別町 - 天塩町

### 宗谷総合振興局
- 稚内市
- 宗谷郡：猿払村
- 枝幸郡：浜頓別町 - 中頓別町 - 枝幸町
- 天塩郡：豊富町 - 幌延町
- 礼文郡：礼文町
- 利尻郡：利尻町 - 利尻富士町

### オホーツク総合振興局
- 北見市
- 網走市
- 紋別市
- 網走郡：美幌町 - 津別町 - 大空町
- 斜里郡：斜里町 - 清里町 - 小清水町
- 常呂郡：訓子府町 - 置戸町 - 佐呂間町
- 紋別郡：遠軽町 -  湧別町 - 滝上町 - 興部町 - 西興部村 - 雄武町

### 十勝総合振興局
- 帯広市
- 河東郡：音更町 - 士幌町 - 上士幌町 - 鹿追町
- 十勝国上川郡：新得町 - 清水町
- 河西郡：芽室町 - 中札内村 - 更別村
- 広尾郡：大樹町 - 広尾町
- 十勝国中川郡：幕別町 - 池田町 - 豊頃町 - 本別町
- 足寄郡：足寄町 - 陸別町
- 十勝郡：浦幌町

### 釧路総合振興局
- 釧路市
- 釧路郡：釧路町
- 厚岸郡：厚岸町 - 浜中町
- 川上郡：標茶町 - 弟子屈町
- 阿寒郡：鶴居村
- 白糠郡：白糠町

### 根室振興局
- 根室市
- 野付郡：別海町
- 標津郡：中標津町 - 標津町
- 目梨郡：羅臼町

（以下はロシアの実効支配下にある）
- 色丹郡：色丹村
- 国後郡：泊村 - 留夜別村
- 択捉郡：留別村
- 紗那郡：紗那村
- 蘂取郡：蘂取村

## 東北地方

### 青森県
- 青森市
- 弘前市
- 八戸市
- 黒石市
- 五所川原市
- 十和田市
- 三沢市
- むつ市
- つがる市
- 平川市
- 東津軽郡：平内町 - 今別町 - 蓬田村 - 外ヶ浜町
- 西津軽郡：鰺ヶ沢町 - 深浦町
- 中津軽郡：西目屋村
- 南津軽郡：藤崎町 - 大鰐町 - 田舎館村
- 北津軽郡：板柳町 - 鶴田町 - 中泊町
- 上北郡：野辺地町 - 七戸町 - 六戸町 - 横浜町 - 東北町 - 六ヶ所村 - おいらせ町
- 下北郡：大間町 - 東通村 - 風間浦村 - 佐井村
- 三戸郡：三戸町 - 五戸町 - 田子町 - 南部町 - 階上町 - 新郷村

### 岩手県
- 盛岡市
- 宮古市
- 大船渡市
- 花巻市
- 北上市
- 久慈市
- 遠野市
- 一関市
- 陸前高田市
- 釜石市
- 二戸市
- 八幡平市
- 奥州市
- 滝沢市
- 岩手郡：雫石町 - 葛巻町 - 岩手町
- 紫波郡：紫波町 - 矢巾町
- 和賀郡：西和賀町
- 胆沢郡：金ケ崎町
- 西磐井郡：平泉町
- 気仙郡：住田町
- 上閉伊郡：大槌町
- 下閉伊郡：山田町 - 岩泉町 - 田野畑村 - 普代村
- 九戸郡：軽米町 - 野田村 - 九戸村 - 洋野町
- 二戸郡：一戸町

### 宮城県
- 仙台市：青葉区 - 宮城野区 - 若林区 - 太白区 - 泉区
- 石巻市
- 塩竈市
- 気仙沼市
- 白石市
- 名取市
- 角田市
- 多賀城市
- 岩沼市
- 登米市
- 栗原市
- 東松島市
- 大崎市
- 富谷市
- 刈田郡：蔵王町 - 七ヶ宿町
- 柴田郡：大河原町 - 村田町 - 柴田町 - 川崎町
- 伊具郡：丸森町
- 亘理郡：亘理町 - 山元町
- 宮城郡：松島町 - 七ヶ浜町 - 利府町
- 黒川郡：大和町 - 大郷町 - 大衡村
- 加美郡：色麻町 - 加美町
- 遠田郡：涌谷町 - 美里町
- 牡鹿郡：女川町
- 本吉郡：南三陸町

### 秋田県
- 秋田市
- 能代市
- 横手市
- 大館市
- 男鹿市
- 湯沢市
- 鹿角市
- 由利本荘市
- 潟上市
- 大仙市
- 北秋田市
- にかほ市
- 仙北市
- 鹿角郡：小坂町
- 北秋田郡：上小阿仁村
- 山本郡：藤里町 - 三種町 - 八峰町
- 南秋田郡：五城目町 - 八郎潟町 - 井川町 - 大潟村
- 仙北郡：美郷町
- 雄勝郡：羽後町 - 東成瀬村

### 山形県
- 山形市
- 米沢市
- 鶴岡市
- 酒田市
- 新庄市
- 寒河江市
- 上山市
- 村山市
- 長井市
- 天童市
- 東根市
- 尾花沢市
- 南陽市
- 東村山郡：山辺町 - 中山町
- 西村山郡：河北町 - 西川町 - 朝日町 - 大江町
- 北村山郡：大石田町
- 最上郡：金山町 - 最上町 - 舟形町 - 真室川町 - 大蔵村 - 鮭川村 - 戸沢村
- 東置賜郡：高畠町 - 川西町
- 西置賜郡：小国町 - 白鷹町 - 飯豊町
- 東田川郡：三川町 - 庄内町
- 飽海郡：遊佐町

### 福島県
- 福島市
- 会津若松市
- 郡山市
- いわき市
- 白河市
- 須賀川市
- 喜多方市
- 相馬市
- 二本松市
- 田村市
- 南相馬市
- 伊達市
- 本宮市
- 伊達郡：桑折町 - 国見町 - 川俣町
- 安達郡：大玉村
- 岩瀬郡：鏡石町 - 天栄村
- 南会津郡：下郷町 - 檜枝岐村 - 只見町 - 南会津町
- 耶麻郡：北塩原村 - 西会津町 - 磐梯町 - 猪苗代町
- 河沼郡：会津坂下町 - 湯川村 - 柳津町
- 大沼郡：三島町 - 金山町 - 昭和村 - 会津美里町
- 西白河郡：西郷村 - 泉崎村 - 中島村 - 矢吹町
- 東白川郡：棚倉町 - 矢祭町 - 塙町 - 鮫川村
- 石川郡：石川町 - 玉川村 - 平田村 - 浅川町 - 古殿町
- 田村郡：三春町 - 小野町
- 双葉郡：広野町 - 楢葉町 - 富岡町 - 川内村 - 大熊町 - 双葉町 - 浪江町 - 葛尾村
- 相馬郡：新地町 - 飯舘村

## 関東地方

### 茨城県
- 水戸市
- 日立市
- 土浦市
- 古河市
- 石岡市
- 結城市
- 龍ケ崎市
- 下妻市
- 常総市
- 常陸太田市
- 高萩市
- 北茨城市
- 笠間市
- 取手市
- 牛久市
- つくば市
- ひたちなか市
- 鹿嶋市
- 潮来市
- 守谷市
- 常陸大宮市
- 那珂市
- 筑西市
- 坂東市
- 稲敷市
- かすみがうら市
- 桜川市
- 神栖市
- 行方市
- 鉾田市
- つくばみらい市
- 小美玉市
- 東茨城郡：茨城町 - 大洗町 - 城里町
- 那珂郡：東海村
- 久慈郡：大子町
- 稲敷郡：美浦村 - 阿見町 - 河内町
- 結城郡：八千代町
- 猿島郡：五霞町 - 境町
- 北相馬郡：利根町

### 栃木県
- 宇都宮市
- 足利市
- 栃木市
- 佐野市
- 鹿沼市
- 日光市
- 小山市
- 真岡市
- 大田原市
- 矢板市
- 那須塩原市
- さくら市
- 那須烏山市
- 下野市
- 河内郡：上三川町
- 芳賀郡：益子町 - 茂木町 - 市貝町 - 芳賀町
- 下都賀郡：壬生町 - 野木町
- 塩谷郡：塩谷町 - 高根沢町
- 那須郡：那須町 - 那珂川町

### 群馬県
- 前橋市
- 高崎市
- 桐生市
- 伊勢崎市
- 太田市
- 沼田市
- 館林市
- 渋川市
- 藤岡市
- 富岡市
- 安中市
- みどり市
- 北群馬郡：榛東村 - 吉岡町
- 多野郡：上野村 - 神流町
- 甘楽郡：下仁田町 - 南牧村 - 甘楽町
- 吾妻郡：中之条町 - 長野原町 - 嬬恋村 - 草津町 - 高山村 - 東吾妻町
- 利根郡：片品村 - 川場村 - 昭和村 - みなかみ町
- 佐波郡：玉村町
- 邑楽郡：板倉町 - 明和町 - 千代田町 - 大泉町 - 邑楽町

### 埼玉県
- さいたま市：西区 - 北区 - 大宮区 - 見沼区 - 中央区 - 桜区 - 浦和区 - 南区 - 緑区 - 岩槻区
- 川越市
- 熊谷市
- 川口市
- 行田市
- 秩父市
- 所沢市
- 飯能市
- 加須市
- 本庄市
- 東松山市
- 春日部市
- 狭山市
- 羽生市
- 鴻巣市
- 深谷市
- 上尾市
- 草加市
- 越谷市
- 蕨市
- 戸田市
- 入間市
- 朝霞市
- 志木市
- 和光市
- 新座市
- 桶川市
- 久喜市
- 北本市
- 八潮市
- 富士見市
- 三郷市
- 蓮田市
- 坂戸市
- 幸手市
- 鶴ヶ島市
- 日高市
- 吉川市
- ふじみ野市
- 白岡市
- 北足立郡：伊奈町
- 入間郡：三芳町 - 毛呂山町 - 越生町
- 比企郡：滑川町 - 嵐山町 - 小川町 - 川島町 - 吉見町 - 鳩山町 - ときがわ町
- 秩父郡：横瀬町 - 皆野町 - 長瀞町 - 小鹿野町 - 東秩父村
- 児玉郡：美里町 - 神川町 - 上里町
- 大里郡：寄居町
- 南埼玉郡：宮代町
- 北葛飾郡：杉戸町 - 松伏町

### 千葉県
- 千葉市：中央区 - 花見川区 - 稲毛区 - 若葉区 - 緑区 - 美浜区
- 銚子市
- 市川市
- 船橋市
- 館山市
- 木更津市
- 松戸市
- 野田市
- 茂原市
- 成田市
- 佐倉市
- 東金市
- 旭市
- 習志野市
- 柏市
- 勝浦市
- 市原市
- 流山市
- 八千代市
- 我孫子市
- 鴨川市
- 鎌ケ谷市
- 君津市
- 富津市
- 浦安市
- 四街道市
- 袖ケ浦市
- 八街市
- 印西市
- 白井市
- 富里市
- 南房総市
- 匝瑳市
- 香取市
- 山武市
- いすみ市
- 大網白里市
- 印旛郡：酒々井町 - 栄町
- 香取郡：神崎町 - 多古町 - 東庄町
- 山武郡：九十九里町 - 芝山町 - 横芝光町
- 長生郡：一宮町 - 睦沢町 - 長生村 - 白子町 - 長柄町 - 長南町
- 夷隅郡：大多喜町 - 御宿町
- 安房郡：鋸南町

### 東京都
- 東京都区部（東京特別区・東京23区）
  - 千代田区
  - 中央区
  - 港区
  - 新宿区
  - 文京区
  - 台東区
  - 墨田区
  - 江東区
  - 品川区
  - 目黒区
  - 大田区
  - 世田谷区
  - 渋谷区
  - 中野区
  - 杉並区
  - 豊島区
  - 北区
  - 荒川区
  - 板橋区
  - 練馬区
  - 足立区
  - 葛飾区
  - 江戸川区
- 多摩地域
  - 八王子市
  - 立川市
  - 武蔵野市
  - 三鷹市
  - 青梅市
  - 府中市
  - 昭島市
  - 調布市
  - 町田市
  - 小金井市
  - 小平市
  - 日野市
  - 東村山市
  - 国分寺市
  - 国立市
  - 福生市
  - 狛江市
  - 東大和市
  - 清瀬市
  - 東久留米市
  - 武蔵村山市
  - 多摩市
  - 稲城市
  - 羽村市
  - あきる野市
  - 西東京市
  - 西多摩郡：瑞穂町 - 日の出町 - 檜原村 - 奥多摩町
- 島嶼部
  - 大島支庁：大島町 - 利島村 - 新島村 - 神津島村
  - 三宅支庁：三宅村 - 御蔵島村
  - 八丈支庁：八丈町 - 青ヶ島村
  - 小笠原支庁：小笠原村

### 神奈川県
- 横浜市：鶴見区 - 神奈川区 - 西区 - 中区 - 南区 - 保土ケ谷区 - 磯子区 - 金沢区 - 港北区 - 戸塚区 - 港南区 - 旭区 - 緑区 - 瀬谷区 - 栄区 - 泉区 - 青葉区 - 都筑区
- 川崎市：川崎区 - 幸区 - 中原区 - 高津区 - 多摩区 - 宮前区 - 麻生区
- 相模原市：緑区 - 中央区 - 南区
- 横須賀市
- 平塚市
- 鎌倉市
- 藤沢市
- 小田原市
- 茅ヶ崎市
- 逗子市
- 三浦市
- 秦野市
- 厚木市
- 大和市
- 伊勢原市
- 海老名市
- 座間市
- 南足柄市
- 綾瀬市
- 三浦郡：葉山町
- 高座郡：寒川町
- 中郡：大磯町 - 二宮町
- 足柄上郡：中井町 - 大井町 - 松田町 - 山北町 - 開成町
- 足柄下郡：箱根町 - 真鶴町 - 湯河原町
- 愛甲郡：愛川町 - 清川村

## 中部地方

### 新潟県
- 新潟市：北区 - 東区 - 中央区 - 江南区 - 秋葉区 - 南区 - 西区 - 西蒲区
- 長岡市
- 三条市
- 柏崎市
- 新発田市
- 小千谷市
- 加茂市
- 十日町市
- 見附市
- 村上市
- 燕市
- 糸魚川市
- 妙高市
- 五泉市
- 上越市
- 阿賀野市
- 佐渡市
- 魚沼市
- 南魚沼市
- 胎内市
- 北蒲原郡：聖籠町
- 西蒲原郡：弥彦村
- 南蒲原郡：田上町
- 東蒲原郡：阿賀町
- 三島郡：出雲崎町
- 南魚沼郡：湯沢町
- 中魚沼郡：津南町
- 刈羽郡：刈羽村
- 岩船郡：関川村 - 粟島浦村

### 富山県
- 富山市
- 高岡市
- 魚津市
- 氷見市
- 滑川市
- 黒部市
- 砺波市
- 小矢部市
- 南砺市
- 射水市
- 中新川郡：舟橋村 - 上市町 - 立山町
- 下新川郡：入善町 - 朝日町

### 石川県
- 金沢市
- 七尾市
- 小松市
- 輪島市
- 珠洲市
- 加賀市
- 羽咋市
- かほく市
- 白山市
- 能美市
- 野々市市
- 能美郡：川北町
- 河北郡：津幡町 - 内灘町
- 羽咋郡：志賀町 - 宝達志水町
- 鹿島郡：中能登町
- 鳳珠郡：穴水町 - 能登町

### 福井県
- 福井市
- 敦賀市
- 小浜市
- 大野市
- 勝山市
- 鯖江市
- あわら市
- 越前市
- 坂井市
- 吉田郡：永平寺町
- 今立郡：池田町
- 南条郡：南越前町
- 丹生郡：越前町
- 三方郡：美浜町
- 大飯郡：高浜町 - おおい町
- 三方上中郡：若狭町

### 山梨県
- 甲府市
- 富士吉田市
- 都留市
- 山梨市
- 大月市
- 韮崎市
- 南アルプス市
- 北杜市
- 甲斐市
- 笛吹市
- 上野原市
- 甲州市
- 中央市
- 西八代郡：市川三郷町
- 南巨摩郡：早川町 - 身延町 - 南部町 - 富士川町
- 中巨摩郡：昭和町
- 南都留郡：道志村 - 西桂町 - 忍野村 - 山中湖村 - 鳴沢村 - 富士河口湖町
- 北都留郡：小菅村 - 丹波山村

### 長野県
- 長野市
- 松本市
- 上田市
- 岡谷市
- 飯田市
- 諏訪市
- 須坂市
- 小諸市
- 伊那市
- 駒ヶ根市
- 中野市
- 大町市
- 飯山市
- 茅野市
- 塩尻市
- 佐久市
- 千曲市
- 東御市
- 安曇野市
- 南佐久郡：小海町 - 川上村 - 南牧村 - 南相木村 - 北相木村 - 佐久穂町
- 北佐久郡：軽井沢町 - 御代田町 - 立科町
- 小県郡：青木村 - 長和町
- 諏訪郡：下諏訪町 - 富士見町 - 原村
- 上伊那郡：辰野町 - 箕輪町 - 飯島町 - 南箕輪村 - 中川村 - 宮田村
- 下伊那郡：松川町 - 高森町 - 阿南町 - 阿智村 - 平谷村 - 根羽村 - 下條村 - 売木村 - 天龍村 - 泰阜村 - 喬木村 - 豊丘村 - 大鹿村
- 木曽郡：上松町 - 南木曽町 - 木祖村 - 王滝村 - 大桑村 - 木曽町
- 東筑摩郡：麻績村 - 生坂村 - 山形村 - 朝日村 - 筑北村
- 北安曇郡：池田町 - 松川村 - 白馬村 - 小谷村
- 埴科郡：坂城町
- 上高井郡：小布施町 - 高山村
- 下高井郡：山ノ内町 - 木島平村 - 野沢温泉村
- 上水内郡：信濃町 - 小川村 - 飯綱町
- 下水内郡：栄村

### 岐阜県
- 岐阜市
- 大垣市
- 高山市
- 多治見市
- 関市
- 中津川市
- 美濃市
- 瑞浪市
- 羽島市
- 恵那市
- 美濃加茂市
- 土岐市
- 各務原市
- 可児市
- 山県市
- 瑞穂市
- 飛驒市
- 本巣市
- 郡上市
- 下呂市
- 海津市
- 羽島郡：岐南町 - 笠松町
- 養老郡：養老町
- 不破郡：垂井町 - 関ケ原町
- 安八郡：神戸町 - 輪之内町 - 安八町
- 揖斐郡：揖斐川町 - 大野町 - 池田町
- 本巣郡：北方町
- 加茂郡：坂祝町 - 富加町 - 川辺町 - 七宗町 - 八百津町 - 白川町 - 東白川村
- 可児郡：御嵩町
- 大野郡：白川村

### 静岡県
- 静岡市：葵区 - 駿河区 - 清水区
- 浜松市：中央区 -  浜名区 - 天竜区
- 沼津市
- 熱海市
- 三島市
- 富士宮市
- 伊東市
- 島田市
- 富士市
- 磐田市
- 焼津市
- 掛川市
- 藤枝市
- 御殿場市
- 袋井市
- 下田市
- 裾野市
- 湖西市
- 伊豆市
- 御前崎市
- 菊川市
- 伊豆の国市
- 牧之原市
- 賀茂郡：東伊豆町 - 河津町 - 南伊豆町 - 松崎町 - 西伊豆町
- 田方郡：函南町
- 駿東郡：清水町 - 長泉町 - 小山町
- 榛原郡：吉田町 - 川根本町
- 周智郡：森町

### 愛知県
- 名古屋市：千種区 - 東区 - 北区 - 西区 - 中村区 - 中区 - 昭和区 - 瑞穂区 - 熱田区 - 中川区 - 港区 - 南区 - 守山区 - 緑区 - 名東区 - 天白区
- 豊橋市
- 岡崎市
- 一宮市
- 瀬戸市
- 半田市
- 春日井市
- 豊川市
- 津島市
- 碧南市
- 刈谷市
- 豊田市
- 安城市
- 西尾市
- 蒲郡市
- 犬山市
- 常滑市
- 江南市
- 小牧市
- 稲沢市
- 新城市
- 東海市
- 大府市
- 知多市
- 知立市
- 尾張旭市
- 高浜市
- 岩倉市
- 豊明市
- 日進市
- 田原市
- 愛西市
- 清須市
- 北名古屋市
- 弥富市
- みよし市
- あま市
- 長久手市
- 愛知郡：東郷町
- 西春日井郡：豊山町
- 丹羽郡：大口町 - 扶桑町
- 海部郡：大治町 - 蟹江町 - 飛島村
- 知多郡：阿久比町 - 東浦町 - 南知多町 - 美浜町 - 武豊町
- 額田郡：幸田町
- 北設楽郡：設楽町 - 東栄町 - 豊根村

## 近畿地方

### 三重県
- 津市
- 四日市市
- 伊勢市
- 松阪市
- 桑名市
- 鈴鹿市
- 名張市
- 尾鷲市
- 亀山市
- 鳥羽市
- 熊野市
- いなべ市
- 志摩市
- 伊賀市
- 桑名郡：木曽岬町
- 員弁郡：東員町
- 三重郡：菰野町 - 朝日町 - 川越町
- 多気郡：多気町 - 明和町 - 大台町
- 度会郡：玉城町 - 度会町 - 大紀町 - 南伊勢町
- 北牟婁郡：紀北町
- 南牟婁郡：御浜町 - 紀宝町

### 滋賀県
- 大津市
- 彦根市
- 長浜市
- 近江八幡市
- 草津市
- 守山市
- 栗東市
- 甲賀市
- 野洲市
- 湖南市
- 高島市
- 東近江市
- 米原市
- 蒲生郡：日野町 - 竜王町
- 愛知郡：愛荘町
- 犬上郡：豊郷町 - 甲良町 - 多賀町

### 京都府
- 京都市：北区 - 上京区 - 左京区 - 中京区 - 東山区 - 下京区 - 南区 - 右京区 - 伏見区 - 山科区 - 西京区
- 福知山市
- 舞鶴市
- 綾部市
- 宇治市
- 宮津市
- 亀岡市
- 城陽市
- 向日市
- 長岡京市
- 八幡市
- 京田辺市
- 京丹後市
- 南丹市
- 木津川市
- 乙訓郡：大山崎町
- 久世郡：久御山町
- 綴喜郡：井手町 - 宇治田原町
- 相楽郡：笠置町 - 和束町 - 精華町 - 南山城村
- 船井郡：京丹波町
- 与謝郡：伊根町 - 与謝野町

### 大阪府
- 大阪市：都島区 - 福島区 - 此花区 - 西区 - 港区 - 大正区 - 天王寺区 - 浪速区 - 西淀川区 - 東淀川区 - 東成区 - 生野区 - 旭区 - 城東区 - 阿倍野区 - 住吉区 - 東住吉区 - 西成区 - 淀川区 - 鶴見区 - 住之江区 - 平野区 - 北区 - 中央区
- 堺市：堺区 - 中区 - 東区 - 西区 - 南区 - 北区 - 美原区
- 岸和田市
- 豊中市
- 池田市
- 吹田市
- 泉大津市
- 高槻市
- 貝塚市
- 守口市
- 枚方市
- 茨木市
- 八尾市
- 泉佐野市
- 富田林市
- 寝屋川市
- 河内長野市
- 松原市
- 大東市
- 和泉市
- 箕面市
- 柏原市
- 羽曳野市
- 門真市
- 摂津市
- 高石市
- 藤井寺市
- 東大阪市
- 泉南市
- 四條畷市
- 交野市
- 大阪狭山市
- 阪南市
- 三島郡：島本町
- 豊能郡：豊能町 - 能勢町
- 泉北郡：忠岡町
- 泉南郡：熊取町 - 田尻町 - 岬町
- 南河内郡：太子町 - 河南町 - 千早赤阪村

### 兵庫県
- 神戸市：東灘区 - 灘区 - 兵庫区 - 長田区 - 須磨区 - 垂水区 - 北区 - 中央区 - 西区
- 姫路市
- 尼崎市
- 明石市
- 西宮市
- 洲本市
- 芦屋市
- 伊丹市
- 相生市
- 豊岡市
- 加古川市
- 赤穂市
- 西脇市
- 宝塚市
- 三木市
- 高砂市
- 川西市
- 小野市
- 三田市
- 加西市
- 丹波篠山市
- 養父市
- 丹波市
- 南あわじ市
- 朝来市
- 淡路市
- 宍粟市
- 加東市
- たつの市
- 川辺郡：猪名川町
- 多可郡：多可町
- 加古郡：稲美町 - 播磨町
- 神崎郡：市川町 - 福崎町 - 神河町
- 揖保郡：太子町
- 赤穂郡：上郡町
- 佐用郡：佐用町
- 美方郡：香美町 - 新温泉町

### 奈良県
- 奈良市
- 大和高田市
- 大和郡山市
- 天理市
- 橿原市
- 桜井市
- 五條市
- 御所市
- 生駒市
- 香芝市
- 葛城市
- 宇陀市
- 山辺郡：山添村
- 生駒郡：平群町 - 三郷町 - 斑鳩町 - 安堵町
- 磯城郡：川西町 - 三宅町 - 田原本町
- 宇陀郡：曽爾村 - 御杖村
- 高市郡：高取町 - 明日香村
- 北葛城郡：上牧町 - 王寺町 - 広陵町 - 河合町
- 吉野郡：吉野町 - 大淀町 - 下市町 - 黒滝村 - 天川村 - 野迫川村 - 十津川村 - 下北山村 - 上北山村 - 川上村 - 東吉野村

### 和歌山県
- 和歌山市
- 海南市
- 橋本市
- 有田市
- 御坊市
- 田辺市
- 新宮市
- 紀の川市
- 岩出市
- 海草郡：紀美野町
- 伊都郡：かつらぎ町 - 九度山町 - 高野町
- 有田郡：湯浅町 - 広川町 - 有田川町
- 日高郡：美浜町 - 日高町 - 由良町 - みなべ町 - 印南町 - 日高川町
- 西牟婁郡：白浜町 - 上富田町 - すさみ町
- 東牟婁郡：串本町 - 那智勝浦町 - 太地町 - 古座川町 - 北山村

## 中国地方

### 鳥取県
- 鳥取市
- 米子市
- 倉吉市
- 境港市
- 岩美郡：岩美町
- 八頭郡：若桜町 - 智頭町 - 八頭町
- 東伯郡：湯梨浜町 - 三朝町 - 琴浦町 - 北栄町
- 西伯郡：南部町 - 伯耆町 - 日吉津村 - 大山町
- 日野郡：日南町 - 日野町 - 江府町

### 島根県
- 松江市
- 浜田市
- 出雲市
- 益田市
- 大田市
- 安来市
- 江津市
- 雲南市
- 仁多郡：奥出雲町
- 飯石郡：飯南町
- 邑智郡：川本町 - 美郷町 - 邑南町
- 鹿足郡：津和野町 - 吉賀町
- 隠岐郡：海士町 - 西ノ島町 - 知夫村 - 隠岐の島町

### 岡山県
- 岡山市：北区 - 中区 - 東区 - 南区
- 倉敷市
- 津山市
- 玉野市
- 笠岡市
- 井原市
- 総社市
- 高梁市
- 新見市
- 備前市
- 瀬戸内市
- 赤磐市
- 真庭市
- 美作市
- 浅口市
- 和気郡：和気町
- 都窪郡：早島町
- 浅口郡：里庄町
- 小田郡：矢掛町
- 真庭郡：新庄村
- 苫田郡：鏡野町
- 勝田郡：勝央町 - 奈義町
- 英田郡：西粟倉村
- 久米郡：久米南町 - 美咲町
- 加賀郡：吉備中央町

### 広島県
- 広島市：中区 - 東区 - 南区 - 西区 - 安佐南区 - 安佐北区 - 安芸区 - 佐伯区
- 呉市
- 竹原市
- 三原市
- 尾道市
- 福山市
- 府中市
- 三次市
- 庄原市
- 大竹市
- 東広島市
- 廿日市市
- 安芸高田市
- 江田島市
- 安芸郡：府中町 - 海田町 - 熊野町 - 坂町
- 山県郡：安芸太田町 - 北広島町
- 豊田郡：大崎上島町
- 世羅郡：世羅町
- 神石郡：神石高原町

### 山口県
- 下関市
- 宇部市
- 山口市
- 萩市
- 防府市
- 下松市
- 岩国市
- 光市
- 長門市
- 柳井市
- 美祢市
- 周南市
- 山陽小野田市
- 大島郡：周防大島町
- 玖珂郡：和木町
- 熊毛郡：上関町 - 田布施町 - 平生町
- 阿武郡：阿武町

## 四国地方

### 徳島県
- 徳島市
- 鳴門市
- 小松島市
- 阿南市
- 吉野川市
- 阿波市
- 美馬市
- 三好市
- 勝浦郡：勝浦町 - 上勝町
- 名東郡：佐那河内村
- 名西郡：石井町 - 神山町
- 那賀郡：那賀町
- 海部郡：牟岐町 - 美波町 - 海陽町
- 板野郡：松茂町 - 北島町 - 藍住町 - 板野町 - 上板町
- 美馬郡：つるぎ町
- 三好郡：東みよし町

### 香川県
- 高松市
- 丸亀市
- 坂出市
- 善通寺市
- 観音寺市
- さぬき市
- 東かがわ市
- 三豊市
- 小豆郡：土庄町 - 小豆島町
- 木田郡：三木町
- 香川郡：直島町
- 綾歌郡：宇多津町 - 綾川町
- 仲多度郡：琴平町 - 多度津町 - まんのう町

### 愛媛県
- 松山市
- 今治市
- 宇和島市
- 八幡浜市
- 新居浜市
- 西条市
- 大洲市
- 伊予市
- 四国中央市
- 西予市
- 東温市
- 越智郡：上島町
- 上浮穴郡：久万高原町
- 伊予郡：松前町 - 砥部町
- 喜多郡：内子町
- 西宇和郡：伊方町
- 北宇和郡：松野町 - 鬼北町
- 南宇和郡：愛南町

### 高知県
- 高知市
- 室戸市
- 安芸市
- 南国市
- 土佐市
- 須崎市
- 宿毛市
- 土佐清水市
- 四万十市
- 香南市
- 香美市
- 安芸郡：東洋町 - 奈半利町 - 田野町 - 安田町 - 北川村 - 馬路村 - 芸西村
- 長岡郡：本山町 - 大豊町
- 土佐郡：土佐町 - 大川村
- 吾川郡：いの町 - 仁淀川町
- 高岡郡：中土佐町 - 佐川町 - 越知町 - 檮原町 - 日高村 - 津野町 - 四万十町
- 幡多郡：大月町 - 三原村 - 黒潮町

## 九州地方

### 福岡県
- 北九州市：門司区 - 若松区 - 戸畑区 - 小倉北区 - 小倉南区 - 八幡東区 - 八幡西区
- 福岡市：東区 - 博多区 - 中央区 - 南区 - 西区 - 城南区 - 早良区
- 大牟田市
- 久留米市
- 直方市
- 飯塚市
- 田川市
- 柳川市
- 八女市
- 筑後市
- 大川市
- 行橋市
- 豊前市
- 中間市
- 小郡市
- 筑紫野市
- 春日市
- 大野城市
- 宗像市
- 太宰府市
- 古賀市
- 福津市
- うきは市
- 宮若市
- 嘉麻市
- 朝倉市
- みやま市
- 糸島市
- 那珂川市
- 糟屋郡：宇美町 - 篠栗町 - 志免町 - 須恵町 - 新宮町 - 久山町 - 粕屋町
- 遠賀郡：芦屋町 - 水巻町 - 岡垣町 - 遠賀町
- 鞍手郡：小竹町 - 鞍手町
- 嘉穂郡：桂川町
- 朝倉郡：筑前町 - 東峰村
- 三井郡：大刀洗町
- 三潴郡：大木町
- 八女郡：広川町
- 田川郡：香春町 - 添田町 - 糸田町 - 川崎町 - 大任町 - 赤村 - 福智町
- 京都郡：苅田町 - みやこ町
- 築上郡：吉富町 - 上毛町 - 築上町

### 佐賀県
- 佐賀市
- 唐津市
- 鳥栖市
- 多久市
- 伊万里市
- 武雄市
- 鹿島市
- 小城市
- 嬉野市
- 神埼市
- 神埼郡：吉野ヶ里町
- 三養基郡：基山町 - 上峰町 - みやき町
- 東松浦郡：玄海町
- 西松浦郡：有田町
- 杵島郡：大町町 - 江北町 - 白石町
- 藤津郡：太良町

### 長崎県
- 長崎市
- 佐世保市
- 島原市
- 諫早市
- 大村市
- 平戸市
- 松浦市
- 対馬市
- 壱岐市
- 五島市
- 西海市
- 雲仙市
- 南島原市
- 西彼杵郡：長与町 - 時津町
- 東彼杵郡：東彼杵町 - 川棚町 - 波佐見町
- 北松浦郡：小値賀町 - 佐々町
- 南松浦郡：新上五島町

### 熊本県
- 熊本市：中央区 - 東区 - 西区 - 南区 - 北区
- 八代市
- 人吉市
- 荒尾市
- 水俣市
- 玉名市
- 山鹿市
- 菊池市
- 宇土市
- 上天草市
- 宇城市
- 阿蘇市
- 天草市
- 合志市
- 下益城郡：美里町
- 玉名郡：玉東町 - 南関町 - 長洲町 - 和水町
- 菊池郡：大津町 - 菊陽町
- 阿蘇郡：南小国町 - 小国町 - 産山村 - 高森町 - 西原村 - 南阿蘇村
- 上益城郡：御船町 - 嘉島町 - 益城町 - 甲佐町 - 山都町
- 八代郡：氷川町
- 葦北郡：芦北町 - 津奈木町
- 球磨郡：錦町 - 多良木町 - 湯前町 - 水上村 - 相良村 - 五木村 - 山江村 - 球磨村 - あさぎり町
- 天草郡：苓北町

### 大分県
- 大分市
- 別府市
- 中津市
- 日田市
- 佐伯市
- 臼杵市
- 津久見市
- 竹田市
- 豊後高田市
- 杵築市
- 宇佐市
- 豊後大野市
- 由布市
- 国東市
- 東国東郡：姫島村
- 速見郡：日出町
- 玖珠郡：九重町 - 玖珠町

### 宮崎県
- 宮崎市
- 都城市
- 延岡市
- 日南市
- 小林市
- 日向市
- 串間市
- 西都市
- えびの市
- 北諸県郡：三股町
- 西諸県郡：高原町
- 東諸県郡：国富町 - 綾町
- 児湯郡：高鍋町 - 新富町 - 西米良村 - 木城町 - 川南町 - 都農町
- 東臼杵郡：門川町 - 諸塚村 - 椎葉村 - 美郷町
- 西臼杵郡：高千穂町 - 日之影町 - 五ヶ瀬町

### 鹿児島県
- 鹿児島市
- 鹿屋市
- 枕崎市
- 阿久根市
- 出水市
- 指宿市
- 西之表市
- 垂水市
- 薩摩川内市
- 日置市
- 曽於市
- 霧島市
- いちき串木野市
- 南さつま市
- 志布志市
- 奄美市
- 南九州市
- 伊佐市
- 姶良市
- 鹿児島郡：三島村 - 十島村
- 薩摩郡：さつま町
- 出水郡：長島町
- 姶良郡：湧水町
- 曽於郡：大崎町
- 肝属郡：東串良町 - 錦江町 - 南大隅町 - 肝付町
- 熊毛郡：中種子町 - 南種子町 - 屋久島町
- 大島郡：大和村 - 宇検村 - 瀬戸内町 - 龍郷町 - 喜界町 - 徳之島町 - 天城町 - 伊仙町 - 和泊町 - 知名町 - 与論町

### 沖縄県
- 那覇市
- 宜野湾市
- 石垣市
- 浦添市
- 名護市
- 糸満市
- 沖縄市
- 豊見城市
- うるま市
- 宮古島市
- 南城市
- 国頭郡：国頭村 - 大宜味村 - 東村 - 今帰仁村 - 本部町 - 恩納村 - 宜野座村 - 金武町 - 伊江村
- 中頭郡：読谷村 - 嘉手納町 - 北谷町 - 北中城村 - 中城村 - 西原町
- 島尻郡：与那原町 - 南風原町 - 渡嘉敷村 - 座間味村 - 粟国村 - 渡名喜村 - 南大東村 - 北大東村 - 伊平屋村 - 伊是名村 - 久米島町 - 八重瀬町
- 宮古郡：多良間村
- 八重山郡：竹富町 - 与那国町